# 梅普爾格羅夫
梅普爾格羅夫（英語：Maple Grove）是美國明尼蘇達州亨內平縣的一座城市，與代頓、昌普倫、科克倫、普利茅斯、布魯克林帕克等城市比鄰，是明尼阿波利斯-聖保羅都會區的一部分。依據2020年美國人口普查結果人口有70,253人。

## 外部連結
- City website （页面存档备份，存于）